# Leszek Kidziński

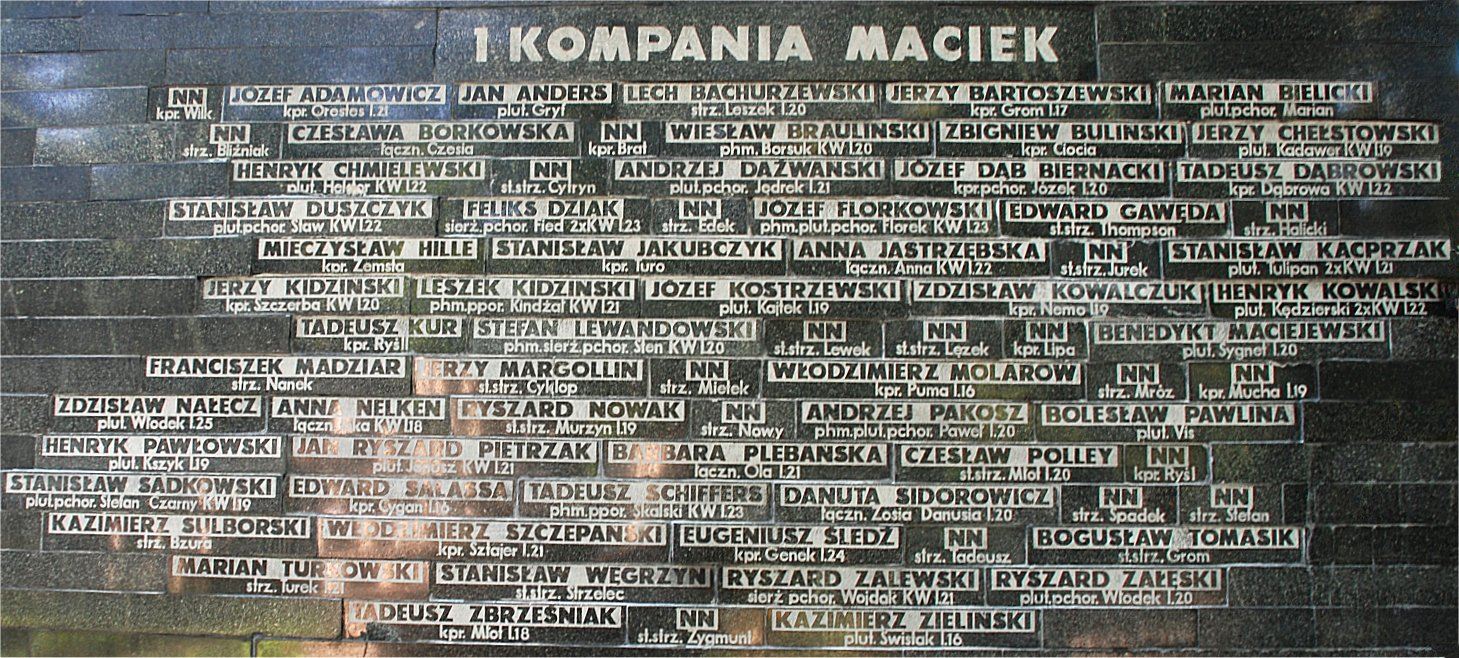
Mogiła symboliczna na Wojskowych Powązkach. Nazwisko Leszka Kidzińskiego znajduje się w 6. rzędzie

Leszek Kidziński ps. „Kindżał” (ur. 8 stycznia 1923, zm. ok. 21 lub 22 września 1944 w Warszawie) – polski podharcmistrz, podporucznik, w powstaniu warszawskim dowódca IV plutonu 1 kompanii „Maciek” batalionu „Zośka” Armii Krajowej.

## Życiorys
Podczas okupacji niemieckiej działał w polskim podziemiu zbrojnym. Był drużynowym hufca „WL-300" w Warszawskich Grupach Szturmowych.
W powstaniu warszawskim walczył wraz z żołnierzami swego oddziału na Woli, Starym Mieście i na Czerniakowie. Ranny podczas walk. Poległ ok. 21/22 września 1944, najprawdopodobniej przy ul. Wilanowskiej 18 na Czerniakowie (tam był widziany po raz ostatni). Miał 21 lat.
Został odznaczony Krzyżem Walecznych. Jego symboliczna mogiła znajduje się na Powązkach Wojskowych w Warszawie.